# Trosly-Loire
Trosly-Loire är en kommun i departementet Aisne i regionen Hauts-de-France i norra Frankrike. Kommunen ligger  i kantonen Coucy-le-Château-Auffrique som ligger i arrondissementet Laon. År 2022 hade Trosly-Loire 551 invånare.

## Befolkningsutveckling
Antalet invånare i kommunen Trosly-Loire
Referens: INSEE